# Alivenci

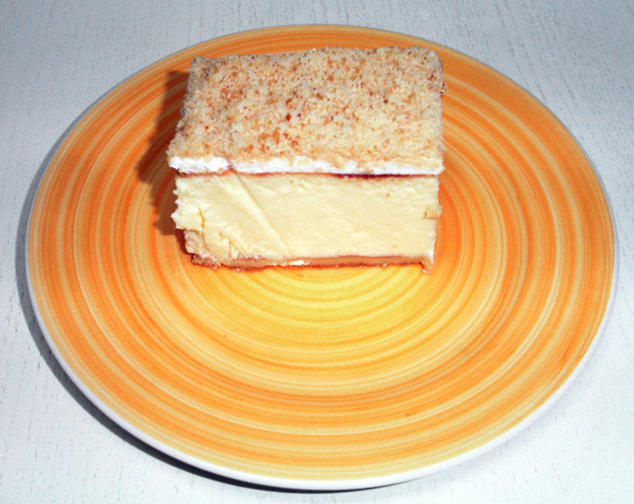
Alivenci.

L'alivenci est une pâtisserie traditionnelle roumaine et moldave : c'est un gâteau au fromage frais et à la smântână.

## Histoire
Une forme de gâteau au fromage était très populaire au temps de la Grèce antique. Le secret de sa fabrication fut transmis lors des invasions romaines. En ce temps, le nom latin utilisé pour ce type de gâteau était placenta, qui a été transmis dans la culture roumaine, sous la forme de plăcintă.

## Traditions
Les Moldaves préparent les alivenci pour la Saint-Pierre[Laquelle ?].